# Fond-du-Lac
Pour la ville du Wisconsin, voir Fond du Lac.
Fond-du-Lac est un village communautaire situé dans le nord de la province de la Saskatchewan sur la rive Nord du lac Athabasca.

## Présentation
Fond-du-Lac est peuplé par une communauté composé majoritairement d'Amérindiens Dénés ainsi que par des Métis.
Fond-du-Lac n'est accessible que par avion ou par voies navigables. Aucune route carrossable n'accède au village.

## Histoire
La colonisation commença dans la première moitié du XIXe siècle avec la traite des fourrures pour la Compagnie du Nord-Ouest puis la Compagnie de la Baie d'Hudson.
En 1847, le père Alexandre-Antonin Taché fait une visite de mission au lac Vert et au lac Caribou, avant de se rendre au lac Athabasca, à 700 km de sa mission de l’Île-à-la-Crosse, où il est accueilli par les Amérindiens Dene. Rappelé l'année suivante à l'Île-à-la-Crosse, il est remplacé par l'abbé Henri Faraud. La mission prend le nom de Mission de Notre-Dame-Des-Sept-Douleurs à Fond-du-Lac et les missionnaires viennent de l’Île-à-la-Crosse. 
En 1853, le père Grollier y fonde la première mission, mais la chapelle n’est construite qu’en 1865, lorsque le père Isidore Clut vient y résider.
Le 13 décembre 2017, un ATR-42-300 de la compagnie West Wind Aviation s’écrase alors qu’il venait de décoller de l'aéroport du village, pour un vol en direction de Stony Rapids. L'avion a piqué du nez alors qu'il volait à basse altitude et s'est écrasé en forêt. Malgré des ailes remplies de kérosène, l'avion ne s'est pas enflammé. Une dizaine de blessés ont été dénombrés dont certains cas graves parmi les 22 passagers et 3 membres d'équipage.

## Démographie
| 2011 | 2016 |
| ---- | ---- |
| 874  | 903  |

## Éducation
La majorité de la population parle la langue amérindienne de la famille des langues na-dené. Néanmoins la majorité d'entre eux connaissent l'anglais et près de 10 % parlent le français. L'école locale offre un enseignement en langue amérindienne.